# JabbaWockeeZ
JabbaWockeeZ là một nhóm nhảy hiện đại/hip hop được thành lập vào năm 2003. Nhóm gồm các thành viên nam đến từ San Diego, California, họ thực sự được biết đến khi là người giành thắng lợi trong cuộc thi Nhóm nhảy xuất sắc nhất nước Mỹ (America's Best Dance Crew). Kể từ khi giành chiến thắng, nhóm trở nên nổi tiếng và xuất hiện rất nhiều trong các video âm nhạc khác nhau và các chương trình quảng cáo thương mại, du lịch quốc tế, và biểu diễn cùng với siêu sao bóng rổ Shaquille O'Neal tại NBA All-Star Game 2009. Nhóm nổi tiếng với những chiếc mặt nạ màu trắng được phỏng theo các Kabuki của Nhật Bản. Tên của nhóm (JabbaWockeeZ) xuất phát từ bài thơ "Jabberwocky" của Lewis Carroll viết về một con rồng huyền thoại cùng tên.

## Phong cách
Nhóm có vũ đạo đặc trưng với những động tác chậm rãi và dứt khoát liên tiếp. Nhóm tự gọi phong cách của mình là "Beat Kune do", phỏng theo phong cách đánh võ của Lý Tiểu Long, "Jeet Kune Do" hay Triệt quyền đạo . Khi biểu diễn, các thành viên của nhóm thường đeo mặt nạ trắng.